# ماهی مهمان
ماهی مهمان (نام علمی: Adventor elongatus) نام یک گونه از تیره مخمل‌ماهی است.